# Authon-du-Perche (Authon-du-Perche)
Authon-du-Perche ist eine Ortschaft und eine ehemalige französische Gemeinde mit 1.146 Einwohnern (Stand: 1. Januar 2022) im Département Eure-et-Loir in der Region Centre-Val de Loire. Sie gehörte zum Arrondissement Nogent-le-Rotrou und zum Kanton Brou.
Mit Wirkung vom 1. Januar 2019 wurden die früheren Gemeinden Authon-du-Perche und Soizé zur namensgleichen Commune nouvelle Authon-du-Perche zusammengeschlossen und haben dort den Status einer Commune déléguée. Der Verwaltungssitz befindet sich im Ort Authon-du-Perche.

## Lage
Nachbarorte sind Bethonvilliers im Norden, Beaumont-les-Autels im Nordosten, Carbonnières im Osten, Soizé im Süden, Saint-Bomer im Westen und Coudray-au-Perche im Nordwesten.

## Bevölkerungsentwicklung
| Jahr      | 1962 | 1968 | 1975 | 1982 | 1990 | 1999 | 2008 | 2015 |
| Einwohner | 1166 | 1220 | 1396 | 1319 | 1270 | 1287 | 1285 | 1227 |

## Sehenswürdigkeiten
- Kirche Saint-André aus dem 11. Jahrhundert, Monument historique
- Kapelle Saint-Lubin

## Persönlichkeiten
- Jean Le Moal (1909–2007), Maler